# 社会主义左翼运动
社会主义左翼运动（葡萄牙語：Movimento Esquerda Socialista，缩写为MES）是巴西的一个托洛茨基主义组织。该组织成立于1999年。该组织现为泛左翼政党社会主义和自由党的一个政治派系。该组织原为第四国际的同情组织；在2025年3月的第四国际第十八次世界大会上，升格为第四国际的支部。